# Pseudorthocladius fujioctavus
Pseudorthocladius fujioctavus är en tvåvingeart som beskrevs av Sasa 1985. Pseudorthocladius fujioctavus ingår i släktet Pseudorthocladius och familjen fjädermyggor. Inga underarter finns listade i Catalogue of Life.